# Horst Staudacher
Horst Staudacher (* 20. Oktober 1939 in Frankfurt am Main) ist ein ehemaliger deutscher Radrennfahrer und nationaler Meister im Radsport.

## Sportliche Laufbahn
Staudacher war im Bahnradsport und im Straßenradsport aktiv. 1962 gewann er die nationale Meisterschaft im Steherrennen der Amateure vor dem Titelverteidiger Leo Preuß. 1958 wurde er Dritter der Meisterschaft in der Mannschaftsverfolgung mit dem Bahnvierer des RV Germania Frankfurt.
1963 wurde Staudacher Berufsfahrer im Radsportteam Locomotief-Vredestein und Union (deutsche Fahrer konnten sich damals in der Regel neben ihrem Engagement bei einem deutschen Team auch mit Zweitvertrag an ein ausländisches Team binden). Er blieb bis 1966 aktiv. 1963 wurde er Vize-Meister der Steher bei den Profis hinter Karl-Heinz Marsell. 1964 gewann er das Titelrennen vor Marsell.